# Futebol Clube do Crato
O Futebol Clube do Crato (FCC) é um clube português fundado em 1950, localizado na vila do Crato. O seu actual presidente é José Curado. A equipa realiza os jogos em casa no Estádio Municipal do Crato.
Na temporada 2015-16 participou do Campeonato Nacional da 3ª Divisão Série E, após vencer, na temporada anterior, o Campeonato Distrital da Associação de Futebol de Portalegre.

## Palmarés
- AF Portalegre 1ª Divisão: 2014/15, 2009/10 e 2007/08
- Supertaça AF Portalegre: 2016/17
- AF Portalegre Taça: 2014/15 e 2009/10